# 前田昌明
前田 昌明（まえだ まさあき、1932年7月6日 - 2024年2月27日）は、日本の俳優、声優。山梨県出身。旧芸名は前田健。妻は女優の阪口美奈子（2016年死別）、娘は舞踏家・振付師の前田新奈。

## 人物・来歴
山梨県甲府市生まれ、神奈川県藤沢市育ち。藤沢商業高等学校卒業。
俳優座養成所8期生を経て、劇団新人会に入団。
1969年7月の劇団解散後、1970年に発足した第二次劇団新人会の代表となる。1994年に劇団新人会が朋友に改称後、新たに劇団新人会を発足。同劇団にて演出家としても活動した。
六芸社、岩淵ぐるうぷ、東京俳優生活協同組合、プロダクション・エムスリー、ぷろだくしょん★A組（声のみ預かり）を経て、希楽星に所属していた。
晩年まで現役俳優として活動していた。
『ケンちゃんシリーズ』でのお父さん役、『事件記者』の青海記者役が当たり役。
洋画吹き替えではジャン＝ポール・ベルモンドを山田康雄に先駆けて数多く担当（初期はほぼ専属起用であった）。他にはジョン・ウェイン、ドナルド・サザーランド、モーガン・フリーマンなども声を当てていた。
2024年2月27日、虚血性心不全のため東京都内の自宅で死去、91歳没。

## 出演（俳優）

### テレビドラマ
- 事件記者（1958年 - 1966年）- 青海・セイカイドン（新日本タイムス記者）
- 松本清張シリーズ・黒の組曲 第42話「小町鼓」（1963年2月7・8日、NHK） - 刑事
- ある勇気の記録（1966 - 1967年） - 志摩記者
- でっかい青春 第41話「青春ばんざい」（1968年10月13日、日本テレビ / 東宝,テアトルプロ） - 塩浜高校ラグビー部顧問
- ジャンケンケンちゃん（1969年4月 - 1970年2月、TBS） - お父さん
- 鬼平犯科帳 第1シリーズ 第58話「雨の湯豆腐」（1970年、NET / 東宝） - 浪人・宮沢要
- 火曜日の女シリーズ  逃亡者－この街のどこかで－（1970年、大映テレビ室・日本テレビ） -警視庁捜査主任
- さぼてんとマシュマロ（1970 - 1971年） - 麻見キャップ
- おもちゃ屋ケンちゃん（1973年3月 - 1974年2月、TBS） - お父さん
- 白い牙 第7話「父親仁義・有光洋介」（1974年）
- 破れ傘刀舟悪人狩り第11話「鉄火肌うらみ節」（1974年） - 坂部十蔵
- わたしは女（1974年、東海テレビ）
- 花くらべ（1975年、東海テレビ） - 八木沢登
- なぞの転校生（1975年、NHK） - 岩田広一の父
- パパは独身（1976 - 1977年、TBS） - 森山課長
- 落日燃ゆ（1976年、NET） - 広田正雄
- 大河ドラマ（NHK）
  - 花神（1977年） - 福地源一郎
  - 徳川家康（1983年） - 藤堂高虎
  - 炎立つ（1993年） - 源資賢
  - 葵 徳川三代（2000年） - 青木一重
- 連続テレビ小説 / おていちゃん（1978年、NHK） - 安木
- 東芝日曜劇場「松本清張おんなシリーズ・張込み」（1978年、TBS）
- 熱中時代・刑事編 第14話「タンジョウビオメデトウ」（1979年、NTV） - 内田支店長
- 熱中時代 第2シリーズ 第18話「マムシ・イモ掘り・テレビ局」（1980年） - 杉原プロデューサー
- 愛しい女（1980年） - 桐山編集長
- ザ・ハングマン 燃える事件簿 第2話「その命五千万」（1980年、ABC） - 竹内良雄
- 走れ!熱血刑事 第17話「怒りの十五年」（1981年） - 密輸犯・中丸
- わが子よ（1981年）
- ポーツマスの旗（1981年） - 陸奥宗光
- Gメン'75 第298話 「ヌードカメラマン殺人事件」（1981年） - 佐々木刑事課長（宮前署）
- 西部警察 第124話「-木暮課長-不死鳥の如く・今」（1982年、ANB） - 国際線パイロット・広田清二
- 大江戸捜査網（テレビ東京 / 三船プロ）
  - 第607話「刺青連続殺人! 宿命の父娘」（1983年） - 宗七
  - 第627話「俺は殺せない! 涙の雪化粧」（1983年） - 三州屋伊之助
- 怪人二十面相と少年探偵団（1983年 - 1984年、関西テレビ） - ナレーション
- 怪人二十面相と少年探偵団II（1984年、関西テレビ） - ナレーション
- ニュードキュメンタリードラマ昭和 松本清張事件にせまる 第8回「首相の犯罪 石田検事怪死事件」（1984年、テレビ朝日）
- 太陽にほえろ!（日本テレビ）
  - 第714話「赤ちゃん」（1986年） - 響組幹部・大下清彦
- 七人の女弁護士 第1シリーズ 第1話「女子大生レイプ殺人の華麗な推理 有罪率99%の逆転法廷!」（1991年、テレビ朝日 / PDS）
- 火曜サスペンス劇場
  - 悪い電話（1991年1月、日本テレビ / 彩の会）
  - 弁護士・朝日岳之助12（1999年1月、日本テレビ / 国際放映） - 吉岡慎作
- 水戸黄門 第20部 第11話「陰謀渦巻く高松城 -高松-」（1991年1月21日、TBS / C.A.L） - 大坪玄蕃
- 八百八町夢日記 第2シリーズ 第24話「密造酒を追え!」（1992年、日本テレビ / ユニオン映画） - 伊勢屋惣左衛門
- 金曜ドラマシアター / 松本清張作家活動40年記念・球形の荒野（1992年、フジテレビ）
- 刑事貴族2（1992年、日本テレビ）
- 妻たちの劇場・スキャンダル（1993年、フジテレビ） - 精神科医
- 清左衛門残日録（1993年） - 児玉屋 役
- 腕におぼえあり（1993年） - 長戸屋 役
- 月曜ミステリー劇場（TBS）
  - 西村京太郎サスペンス 十津川警部シリーズ (渡瀬恒彦)・4（1994年） - 緒方社長
  - 横山秀夫サスペンス 陰の季節・2（2001年） - 二渡幹久
  - 横山秀夫サスペンス 陰の季節・7「清算」（2004年） - 多恵の父
  - 西村京太郎サスペンス 十津川警部シリーズ・31「四国連絡特急殺人事件」（2004年） - 金子
- 天までとどけ（1994年） - 松川正造
- 土曜ドラマ（NHK）
  - 女たちの帝国（1997年）
- はるちゃん2（1998年1月 - 3月、東海テレビ / 東宝）
- はるちゃん3（1999年4月 - 6月、東海テレビ / 国際放映）
- 土曜ワイド劇場
  - 女調査員・おでん屋“ぽんた”探偵局（1998年） - 森晴彦
  - 鉄道捜査官1（2000年） - 佐野善三
  - さすらいの女弁護士 山岸晶（2010年） - 橘雄一郎
- 恋を何年休んでますか（2001年、TBS） - 小西良雄
- ごくせん 第8話「あんたは母親だろ!!」（2002年、NTV） - 川嶋の義父
- 金曜エンタテイメント ペット探偵の事件簿（2004年、CX）
- 愛の劇場 いい女（2006年、TBS） - 上原陽司
- 松本清張スペシャル・共犯者（2006年、日本テレビ） - 守山耕一郎
- 世直しバラエティー カンゴロンゴ（2008年、NHK） - 瀬川（渡辺裕之）の上司
- とめはねっ! 鈴里高校書道部（2010年、NHK） - 審査委員長
- 鍵のかかった部屋（2012年、フジテレビ） - 大石満寿男
- 相棒 Season10 第10話「猛き祈り」（2012年、テレビ朝日） - 伏木田辰也

など

### 映画
- 新・事件記者 大都会の罠（1966年、東宝） - 青海記者
- 新・事件記者 殺意の丘（1966年、東宝） - 青海記者
- おもちゃ屋 ケンちゃん（1973年、東宝） - 田中信一
- 四年三組のはた（1976年、日活） - ゆう子の父
- 希望の船（1981年） - 機関士
- 現場からのオフコンリポート（1982年、カジマビジョン / 鹿島建設） - ダム工務主任[17]
- ラッコ物語（1987年、東宝） - 声の出演
- 1999年の夏休み（1988年） - ナレーション
- 催眠（1999年、東宝） - 初老の男
- 感染（2004年、東宝） - 安楽死の老人
- 絶対恐怖 Booth ブース（2005年、東宝）

### オリジナルビデオ
- 探偵事務所5 Another Story 2nd Season（2007年）

### 舞台
- 明智光秀（1957年、文学座） - 織田方の士族※前田昌亮名義[18]
- マリアの首（1960年） - 巡査※	前田昌亮名義[19]
- 太鼓とらつぱ（1961年、劇団新人会） - ブルーム大尉[20]
- 伐る勿れ樹を（1961年、劇団新人会） - 岩吉[21]
- オッペケペ（1963年、劇団新人会） - 土田富吉[22]
- さすらい（1964年、劇団新人会） - 口上[23]
- いのちある日を（1967年、劇団新人会） - 森清次郎[24]
- 光はまだ遠い（1969年、劇団新人会） - 武市半平太[25]
- その妹（1969年、劇団新人会） - 高峰[26]
- 初蕾（1982年、劇団新人会） - 梶井良左衛門[27]
- 唐人およし（1983年、帝国劇場） - 政吉[28]
- 深川安楽亭（1983年、劇団新人会） - 与兵衛[29]
- 女の暦（1983年、明治座） - 源次[30]
- 鹿鳴館物語（1984年、新橋演舞場） - 唐沢龍造[31]
- ああ、妻のしあわせ（1985年、三越劇場）- 千石耕介[32]
- ミュージカル公演「はだしのゲン」（2004年） - 案内役
- 正直私は立派な軍国少年でした〜青い空とM少年〜（2021年、横浜桜座）[4][注 2]

その他多数

## 出演（声優）

### 吹き替え

#### 俳優
- ジャン＝ポール・ベルモンド
  - 雨のしのび逢い（ショーヴァン）
  - 黄金の男（ダビッド）
  - 勝手にしやがれ（ミシェル・ポワカール/ラズロ・コバクス）
  - カトマンズの男（アルチュール・ランプルール）※TBS版
  - 危険を買う男（ロジャー・ピカード）
  - 恐怖に襲われた街（テリエ警部）
  - 太陽の下の10万ドル（ロッコ）
  - タヒチの男（トニー）※テレビ朝日版
  - ダンケルク（マイヤ）※テレビ朝日版
  - ビアンカ（アメリゴ）
- ジョン・ウェイン
  - 駅馬車（リンゴ・キッド）※TBS版
  - 太平洋作戦（カービー）※PDDVD版
- ドナルド・サザーランド
  - オーロラ殺人事件（フランク・ランシング）※テレビ朝日版
  - ダイヤモンド・コネクション（アンディ）※フジテレビ版
  - 普通の人々（カルビン・ジャレット）※テレビ朝日版
- トム・スケリット
  - コンバット! #146（デッカー軍曹）
  - M★A★S★H マッシュ（デューク）
  - エイリアン（ダラス船長）※フジテレビ版（日本語吹替完全版Blu-rayBOX収録）
  - トップガン（バイパー）※フジテレビ版
- モーガン・フリーマン
  - アウトブレイク（ビリー・フォード准将）※ビデオ版
  - アミスタッド（セオドア・ジョッドソン）
  - コレクター（アレックス・クロス）※ビデオ版
  - ディープ・インパクト（ベック大統領）
  - ブルース・オールマイティ（神）
  - エバン・オールマイティ（神）
- フランク・シナトラ
  - 黄金の腕（フランキー・マシーン）
  - 刑事（ジョー・リーランド）
  - トニー・ローム/殺しの追跡（トニー・ローム）

#### 映画
- アラン・ドロンのゾロ（フランシスコ修道士〈ジャンピエロ・アルベルティーニ〉）※テレビ朝日新録版、DVD収録
- いつも2人で（マーク〈アルバート・フィニー〉）
- インディ・ジョーンズ/最後の聖戦（ドノバン〈ジュリアン・グローヴァー〉）※フジテレビ版
- ウエストワールド（ピーター・マーティン〈リチャード・ベンジャミン〉）
- 片腕のヒーロー・大リーグへの道（父親〈デニス・ウィーバー〉）※テレビ朝日版
- キングコング2（インガーソル博士〈ピーター・マイケル・ゴーツ〉）
- 巨大クモ軍団の襲撃（ロバート・ハンセン〈ウィリアム・シャトナー〉）
- ザ・リベンジ/地獄の処刑プリズン（マンジー所長〈ジェームズ・ブローリン〉）
- 殺人者たち（リー〈クルー・ギャラガー〉）
- 真説フランケンシュタイン（ヴィクター・フランケンシュタイン〈レナード・ホワイティング〉）
- 地獄の艦隊（アシャースト〈ロナルド・アレン〉）
- シベリア物語（アンドレ〈ウラジミール・ドルージュニコフ〉）
- シャイニング（ディック・ハロラン〈スキャットマン・クローザース〉）※テレビ東京版
- シャクルトン〜南極海漂流からの生還〜（カーズン〈コリン・レッドグレイヴ〉）
- シンシナティ・キッド（スレイド〈リップ・トーン〉）
- ジェリコ（ガストン・アンドレ中尉〈マリノ・マッセ〉）
- ジャッカルの日（ジャッカル〈エドワード・フォックス〉）※テレビ朝日版（思い出の復刻版ブルーレイに収録）
- 上流社会（C・K・デクスター＝ハヴェン〈ビング・クロスビー〉）※東京12チャンネル版
- スペースバンパイア（ファラーダ教授〈フランク・フィンレー〉）
- 血とバラ（レオポルド〈メル・ファーラー〉）
- チャンプ（マイク〈アーサー・ヒル〉）
- デューン/砂の惑星（レト・アトレイデス公爵〈ユルゲン・プロホノフ〉）※テレビ朝日版、BD収録
- ナバロンの嵐（マロリー少佐〈ロバート・ショウ〉）※テレビ東京版
- バラダイン夫人の恋（キーン弁護士〈グレゴリー・ペック〉）
- パニック・アリゲーター/悪魔の棲む沼（ダニエル・ネッセル〈クラウディオ・カッシネリ〉）
- 普通の人々（カルビン・ジャレット〈ドナルド・サザーランド〉）※テレビ朝日版
- フランケンシュタイン（フランケンシュタイン〈コリン・クライヴ〉）
- ブレーメンの出来事（リリィ少佐〈ジョー・ホーバス〉）
- 北海ハイジャック（ブリンスデン提督〈ジェームズ・メイスン〉）※テレビ朝日版
- ホット・ロック（グリーンバーグ〈ポール・サンド〉）
- 皆殺しのガンファイター（ジョー・クリフォード 〈アンソニー・ステファン〉）
- 盲目のガンマン（盲目の男〈トニー・アンソニー〉）
- リンカーン
- レーザーキャノン・恐怖の殺人光線（局長〈ダン・オハーリー〉）
- レディ・イヴ（チャーリー〈ヘンリー・フォンダ〉）
- ワイルド・ギース（レイファー・ヤンダース大尉〈リチャード・ハリス〉）
- わが心に歌えば（ジョン〈ロリー・カルホーン〉）

#### 海外ドラマ
- アリー my Love
- X-ファイル シーズン3 第15話「海底」※テレビ朝日版
- NCIS：ハワイ シーズン1 #9（ケン・イトウ〈ケン・タケモト〉）
- お騒がせ!ツイスト一家
- コンバット! #109（ライヒハルト大尉）
- ザ・ホワイトハウス（ジョン・マーベリー卿〈ロジャー・リース〉）
- ジェリコ（ガストン・アンドレ<マリノ・マセイ>）
- 新アウターリミッツ（スペンサー・デイトン〈チャールズ・マーティン・スミス〉）
- 地上最強の美女バイオニック・ジェミー シーズン3 #12
- 電撃スパイ作戦　#12(サムナー<ジェームス・カリフォード>)
- ミステリー・ゾーン シーズン5 #23（ジョーダン・ヘリック〈リー・フィリップス〉）
- バグズ〜ハイテクスパイ大作戦（ブライアン〈ブライアン・ディーコン〉）
- ホーンブロワー 海の勇者（カーズン〈コリン・レッドグレイヴ〉、ネイト・コネリー）
- 名探偵ポワロ ※NHK版
  - エンドハウスの怪事件（ジョージ・チャレンジャー海軍中佐〈ジョン・ハーディング〉）
  - 二重の手がかり（マーカス・ハードマン〈デビッド・リオン〉）
- 野生のエルザ　TVシリーズ　(ジョージ・アダムソン〈ゲイリー・コリンズ〉)
- 立証責任（ネイト・コネリー〈チェルシー・ロス〉）

#### 海外アニメ
- 宇宙家族ジェットソン（ジョージ）※NHK版

#### その他
- フロム・ジ・アース/人類、月に立つ（トマス・ペイン〈サム・アンダーソン〉）

### ラジオドラマ
- NHK-FM 青春アドベンチャー
  - 黄金海峡（1989年） - 鷹森浩三
  - 青春の神話（1986年）
  - 最後の惑星（1990年） - クック船長
  - 夏の魔術（1997年） - 執事
  - 古井戸（1997年）
  - タイム・リーパー（1998年） - 語り
  - 封神演義（1999年 - 2000年） - 比干
- NHK-FM FMシアター
  - アナグマたちと冷たい月（1994年）
  - かつて海だった街（1999年）
  - 東の国よ!（2013年） - 年老いたモロウ
- 寺山修司ラジオドラマ「コメット・イケヤ」（1966年）

### テレビアニメ
- 鉄腕アトム (アニメ第1作) 第110話（1965年） - 水星の冷人 役
- ほえろブンブン（1980年） - ノラ 役
- 青春アニメ全集（1986年） - 矢野正五郎 役

### 劇場アニメ
- 機動戦士ガンダムF91（1991年） - カロッゾ・ロナ 役[34]

### ゲーム
- 武戯 〜BUGI〜（1998年、椿隗夜）
- スーパーロボット大戦シリーズ（1999年 - 2018年、カロッゾ・ロナ） - 5作品[一覧 1]
- SDガンダム GGENERATION シリーズ（1999年 - 2012年、カロッゾ・ロナ、連邦キャプテン〈ZERO〉） - 9作品[一覧 2]
- 機動戦士ガンダム クライマックスU.C.（2006年、カロッゾ・ロナ）
- ガンダムバトルユニバース（2008年、カロッゾ・ロナ）
- 機動戦士ガンダム ガンダムVS.ガンダムNEXT PLUS（2009年、カロッゾ・ロナ）
- ガンダムアサルトサヴァイブ（2010年、カロッゾ・ロナ）
- ガンダムジオラマフロント（2014年、カロッゾ・ロナ）
- 機動戦士ガンダム エクストリームバーサス（2011年 - 2016年、カロッゾ・ロナ） - 4作品[一覧 3]
- スーパーヒーロージェネレーション（2014年、ラフレシア）
- モンスターストライク（2024年、鉄仮面[35]）
- 機動戦士ガンダム アーセナルベース（2024年、カロッゾ・ロナ）

### ナレーション
- ダウトをさがせ!（毎日放送）
- たけしの誰でもピカソ（テレビ東京）

### ボイスオーバー
- 宇宙船地球号
- 世界とんでも!?ヒストリー（テレビ朝日）
- 世界の街角
- 世界バリバリ☆バリュー（TBS）
- ニュースフロンティア（テレビ朝日）
- ダ・ヴィンチの予言
- 日曜美術館（NHK教育）
- 美術万華鏡
- ヨーロッパ美術史

### ドラマ CD
- 光輪伝サムライトルーパー（1990年） - 医師 役

### その他
- 世界まるごとHOWマッチ（TBS） - 声の出演

## 舞台演出
- いのちある日を（1980年、劇団新人会）[36]
- 白衣のポケット（1994年、劇団新人会）[37]
- 紙屋悦子の青春（1997年、劇団新人会）[38]
- 正直私は立派な軍国少年でした〜青い空とM少年〜（2021年 - 2022年、横浜桜座）- 製作総指揮[39]
- 女の家族（2021年、劇団新人会）[40]
- 白い墓（2021年、劇団新人会）[41]
- 人形の家（2022年、劇団新人会）[42]